# Летняя Спартакиада народов СССР 1975

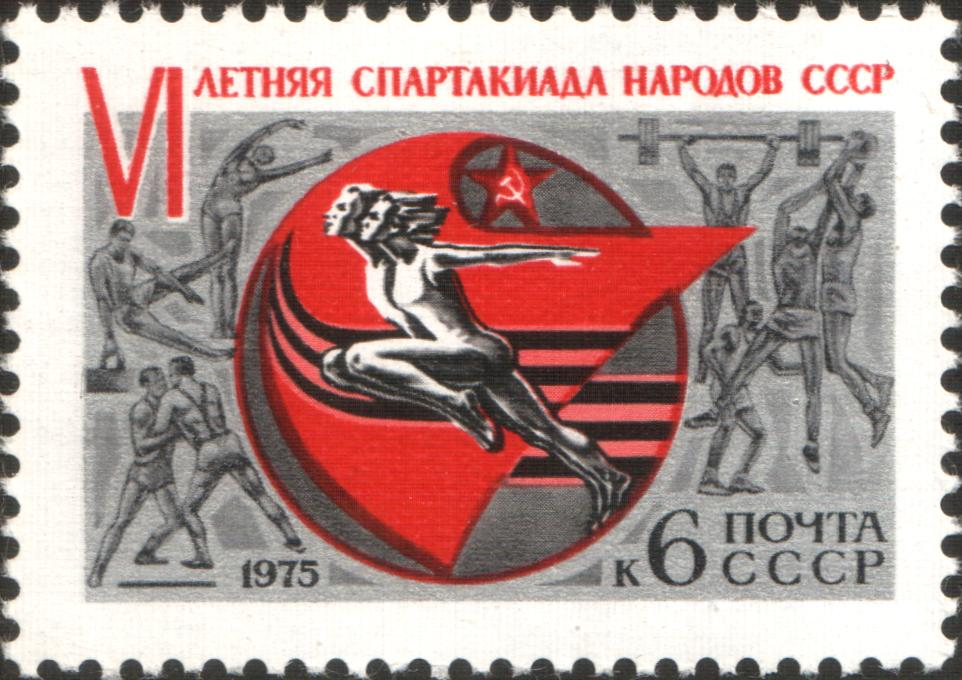
Почтовая марка СССР. 1975. VI летняя спартакиада народов СССР

VI летняя Спартакиада народов СССР  — проходила в 17 городах СССР с 19 марта по 30 июля 1975 года, церемонии открытия и закрытия в Москве.

## Описание
Спартакиада 1975 года была посвящена 30-летию Победы советского народа в Великой Отечественной войне. Во всех этапах участвовали 80 миллионов советских спортсменов. Финальные соревнования прошли по 27 видам спорта. В финалах выступали 10 709 спортсменов. Участники Спартакиады установили 21 рекорд СССР и 6 рекордов мира. 80 спортсменов получили звания мастер спорта международного класса. Изменилась система подсчёта общекомандных очков, в отличие от предыдущих спартакиад в расчёт брались не только медалисты, а спортсмены, занявшие первые 6 позиций. Первое место по итогам соревнований заняла сборная РСФСР — 2399 очков, второе — сборная Москвы — 2341,5 очков, третье — сборная УССР — 2054 очка.

## Финальные соревнования
| Вид спорта                  | Сроки проведения                   | Место проведения                                                                                       | Результаты      |
| --------------------------- | ---------------------------------- | --- | --------------- |
| Баскетбол                   | 15 июня — 22 июля                  | Рига. Дворец спорта, Дом спорта «Даугава» Киев. Дворец спорта, Зал Спортивного клуба Армии             | Мужчины         |
| Бокс                        | 19—30 марта                        | Ташкент. Центральный зал спорта «Юбилейный»                                                            | Результаты      |
| Борьба вольная              | 5—8 июля                           | Киев. Дворец спорта                                                                                    | Результаты      |
| Борьба классическая         | 10—13 июля                         | Алма-Ата. Дворец спорта                                                                                | Результаты      |
| Велосипедный спорт, трек    | 11—16 июля                         | Тбилиси. Центральный велостадион                                                                       |                 |
| Велосипедный спорт, шоссе   | 5—7 июля                           | Каунас. Автострада Вильнюс — Каунас                                                                    |                 |
| Водное поло                 | 5—14 мая                           | Москва. Олимпийский центр водного спорта                                                               | Результаты      |
| Волейбол                    | 29 июня — 7 июля 19 июня — 29 июня | Москва. Центральный спортивный зал ЦСКА Баку. Дворец спорта республиканского стадиона им. В. И. Ленина | Мужчины Женщины |
| Гандбол                     | 19—29 июня                         | Киев. Дворец спорта, Центральный стадион                                                               |                 |
| Гимнастика                  | 13—20 июля                         | Ленинград. Дворец спорта «Юбилейный»                                                                   |                 |
| Гребля академическая        | 1—6 июля                           | Москва. Гребной канал в Крылатском                                                                     |                 |
| Гребля на байдарках и каноэ | 19—22 июня                         | Москва. Гребной канал в Крылатском                                                                     |                 |
| Дзюдо                       | 4—6 июля                           | Кишинёв. Республиканский теннисный корт                                                                |                 |
| Конный спорт                | 10—14 июля                         | Киев. Ипподром                                                                                         |                 |
| Лёгкая атлетика             | 27—30 июля                         | Москва. Большая спортивная арена Центрального стадиона им. В. И. Ленина                                | Результаты      |
| Парусный спорт              | 20—29 июня                         | Таллин. Яхт-клуб общества «Динамо»                                                                     |                 |
| Плавание                    | 4—9 июня                           | Москва. Плавательный бассейн Центрального стадиона имени В. И. Ленина                                  |                 |
| Прыжки в воду               | 25—31 мая                          | Душанбе. Плавательный бассейн республиканского института имени М. В. Фрунзе                            |                 |
| Самбо                       | 4—6 июля                           | Тбилиси. Дворец спорта                                                                                 |                 |
| Современное пятиборье       | 1—5 июня                           | Ереван                                                                                                 | Результаты      |
| Стрелковый спорт            | 8—11 июля                          | Минск. Стрелковый стадион им. С. К. Тимошенко                                                          |                 |
| Стендовая стрельба          | 7—8 июня                           | Фрунзе. Стрелковый стенд Киргизского республиканского спорткомитета                                    |                 |
| Стрельба из лука            | 7—12 мая                           | Ашхабад.                                                                                               |                 |
| Теннис                      | 10—18 июля                         | Таллин. Теннисный стадион «Калев»                                                                      |                 |
| Тяжёлая атлетика            | 4—11 июля                          | Вильнюс. Дворец спорта                                                                                 |                 |
| Фехтование                  | 8—15 июня                          | Минск. Спортивный комплекс «Трудовые резервы»                                                          |                 |
| Шахматы                     | 15—26 июля                         | Рига. Республиканский институт научно-технической пропаганды                                           | Результаты      |